# NGC 3961
NGC 3961 est une galaxie spirale barrée située dans la constellation du Dragon. NGC 3961 a été découverte par l'astronome germano-britannique William Herschel en 1793.

## Caractéristiques
La classe de luminosité de NGC 3961 est I et elle présente une large raie HI.

### Distance
Sa vitesse par rapport au fond diffus cosmologique est de 6 807 ± 7 km/s, ce qui correspond à une distance de Hubble de 100,4 ± 7,0 Mpc (∼327 millions d'al).

### Brillance de surface
En raison d'une brillance de surface égale à 14,07 mag/am2, on peut qualifier NGC 3961 de galaxie à faible brillance de surface (LSB en anglais pour low surface brightness). Les galaxies LSB sont des galaxies diffuses (D) avec une brillance de surface inférieure de moins d'une magnitude à celle du ciel nocturne ambiant.